# لاکشمی
لاکْشْمی یا مهالاکشمی (سانسکریت: लक्ष्मी) ایزدبانوی توانگری و پیروزبختی در آئین هندو است. لاکشمی را به سان زنی که بر روی گل نیلوفر آبی ایستاده است، تصویر کرده‌اند. به همین دلیل، او را به نام پادماپریا (کسی که نیلوفر دوست دارد) نیز می‌خوانند. او همسر خدا ویشنو است که هندوان در جشن دیوالی وی را نماز می‌برند.
لاکشمی ایزدبانوی ثروت است و پول و غله و گله و زمین و طلا و نقره از عطایای اوست. در متون هندو گفته شده هر جا که سلطنت و ثروت و شهرت و شوکت باشد، فیض لاکشمی در آنجا حاضر است و لاکشمی نیز در آنجا حضور و سکونت داشته است.

## توصیف لاکشمی
در متون هندو لاکشمی این‌گونه توصیف شده است که: لاکشمی همرنگ طلا و نیلوفر و چون آفتاب تابناک درخشان است، و دارای چهره‌ای همچون نیلوفر، زیبا. چشمان درشت لاکشمی همچون گلبرگ نیلوفر است و حلقه‌ای از گل‌های نیلوفر به گردن دارد. لاشکمی بر نیلوفر می‌نشیند و نیلوفر به دست دارد. اینها همه نشانه علاقه لاکشمی به نیلوفر است.
پیراهن لاکشمی سپید و پاکیزه و به عطر گلبرگ‌هاست. لاکشمی مادر همه است و نخستین مادر جهان. لاکشمی دوستدار کائنات است و سرسپردگانش به هنگام عبادت، او را «آمریتا لاکشمی» نیز می‌خوانند؛ زیرا «آمریتام» یعنی آب زندگانی، و عنایت لاکشمی برای سرسپردگانش به منزله آب حیات است.

## نیایش به لاکشمی
به زبان سانسکریت، دعایی ودایی به نام «شری سوکتا» جود دارد که به هنگام ستایش و نیایش لاکشمی به صدای بلند خوانده می‌شود.
روز لاکشمی آدینه‌ها است، و جمعه‌ها برابر تصویر او نیایش‌های ویژه به جا می‌آورند، هر جمعه‌ها ساری یا پیراهن فیروزه‌ای می‌پوشند. هندوان معتقدند اگر آدینه‌ای با نخستین هلال ماه در آسمان مصادف باشد، برای عبادت لاکشمی، خوش‌یمن‌تر و مؤثرتر است. قصه‌های بی‌شماری دربارهٔ افرادی هست که از راه ستایش لاکشمی به ثروت و دولت رسیده‌اند. اگرچه لاکشمی از ازل با ویشنو همراه بوده است، داستان‌هایی دربارهٔ زایش و زندگی‌های دوباره او یافت می‌شود.
سرسپردگان لاشکمی این‌گونه به درگاه او دعا می‌کنند:

«ای مادر آسمانی، من از شهروندان این سرزمینم. مرا نام و آوازه و دولت و شوکت عطا کن، و در خانه‌ام سکنا گزین تا عمری دراز یابم.»